# Karlstad (stad)
Karlstad is een stad in Zweden, de hoofdstad van de gemeente Karlstad in het landschap Värmland en de hoofdstad en de grootste stad van de provincie Värmlands län. De stad had in 2020 67.122 inwoners. In de stad zijn een universiteit en een kathedraal te vinden, namelijk de Dom van Karlstad.
De stad is gebouwd rond de rivierdelta van Zwedens grootse rivier, de Klarälven. De rivier mondt hier uit in het grootste meer van Zweden, het Vänermeer.
Karlstad staat bekend als een van de zonnigste steden van Zweden. Het symbool van de stad is dan ook een zon met daarop een gezichtje.

## Transport
Karlstad ligt aan de E18, die onder andere de Scandinavische hoofdsteden Oslo en Stockholm met elkaar verbindt. Andere belangrijke verbindingen zijn de riksväg 61 richting Kongsvinger, riksväg 62 richting Hagfors, riksväg 63 richting Filipstad en länsväg 236 naar Skoghall.
De stad is ook per trein bereikbaar. Op het centraal station stoppen treinen van verschillende maatschappijen, waaronder SJ en TÅGAB.
Ten noordwesten van de stad ligt luchthaven Karlstad, met verschillende binnenlandse en buitenlandse vluchten.
Naast het gewone bussennetwerk van de stad is er van 1 juni tot en met 31 augustus een bootbussennetwerk actief met twee stadslijnen en verbindingen naar Skoghall en Kristinehamn.

## Sport

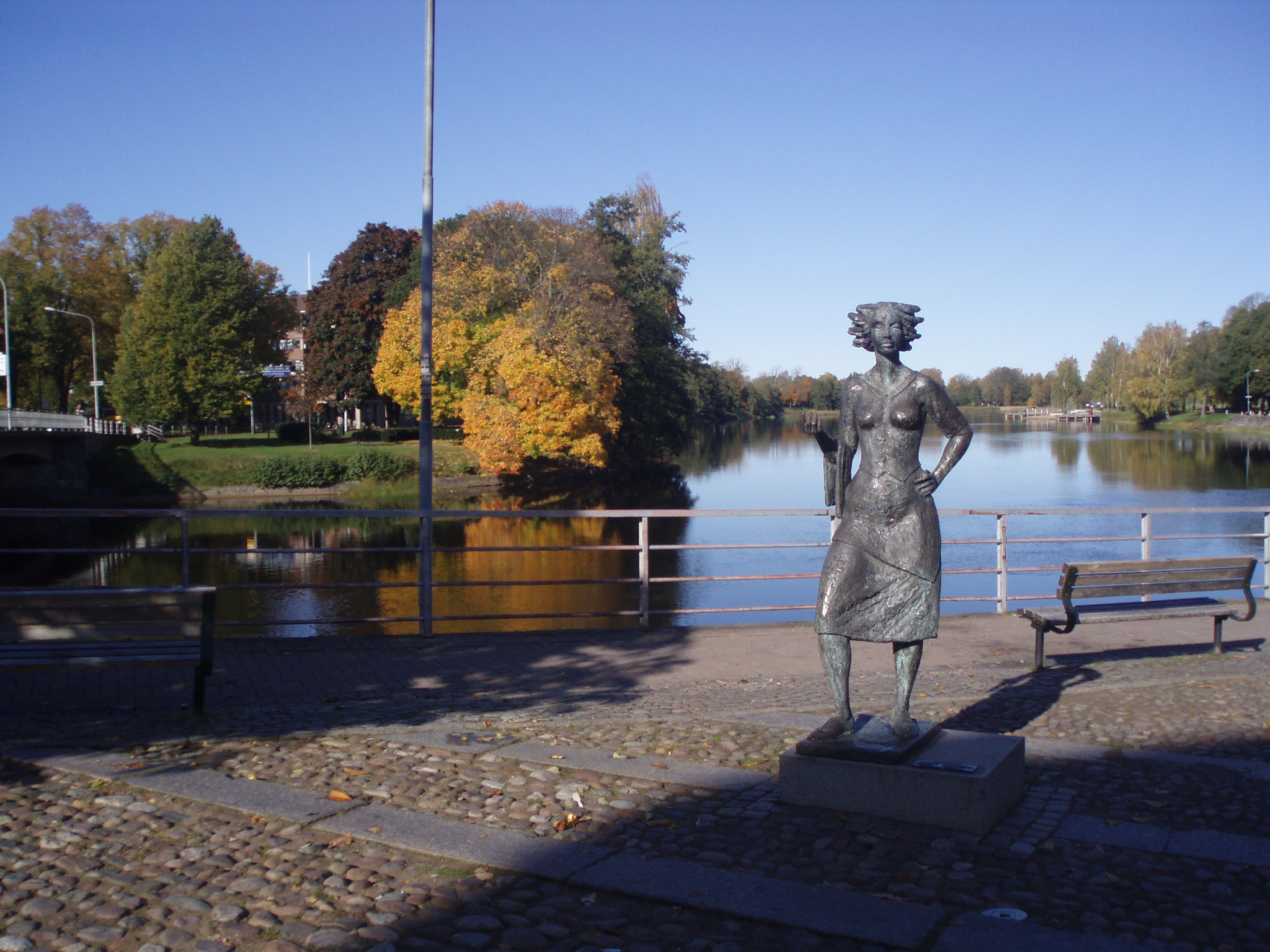
Standbeeld Sola i Karlstad met op de achtergrond de Klarälven

De ijshockeyclub Färjestad BK speelt op het hoogste Zweedse niveau en is de meest succesvolle ijshockeyclub sinds de oprichting van de SHL in 1975. Karlstad was in 2002 speelstad bij het WK ijshockey. Verder is er in de stad een succesvolle bandyclub gevestigd, BS BolticGöta, die ook op het hoogste niveau uit komt.
In 2010 was Karlstad de gaststad van het IIHF InLine Hockey wereldkampioenschap, dat werd gewonnen door de Verenigde Staten.
Van 1968 tot en met 1998 was de stad de finishplaats van de Solastafette, vernoemd naar Sola i Karlstad (het zonnetje van Karlstad). Deze 250 kilometer lange estafetteloop voor studenten, werd gestart in de stad Göteborg. Het logo van de Solastafette, een lachende zon, werd later door de stad gebruikt als logo voor sportfaciliteiten.

## Geboren
- Zarah Leander (1907), zangeres
- Erland Hilden (1963), organist
- Christian Nilsson (1979), golfer
- Hans Tikkanen (1985), schaker
- Matts Olsson (1988), alpineskiër
- Louise Larsson (1990), golfer